# Bengt Ekerot
Nils Bengt Folke Ekerot (Estocolm, 8 febrer 1920 – 26 novembre 1971) fou un actor suec conegut principalment pel seu rol com a Mort al film El setè segell (1957) dirigit per Ingmar Bergman.
Ekerot va ser actor a diferents pel·lícules sueques, però es recordat sobretot pel seu paper principal a El setè segell (1957) com l'home de cara blanca cobert amb capa negra que feia el paper de Mort. Bergman va escriure a la seva autobiografia Images: My Life in Film que els dos homes van acordar que "la mort hauria de portar una màscara de pallasso, una màscara d'un pallasso blanc. Una fusió d'una màscara de pallasso i un crani."
Fou un home de personalitat autodestructiva, amb problemes de salut per fumar i beure en excés, fet que li va impedir d'acceptar rols en diversos films durant la seva carrera. Va morir de càncer de pulmó el 1971.

## Filmografia parcial
- They Staked Their Lives (1940) - Lluitador per la llibertat
- Hanna in Society (1940) - Fred Hummerberg
- Det sägs på stan (1941) - Sven Törring
- Snapphanar (1941) - Lille-Jonas
- Lågor i dunklet (1942) - Åke Kronström, estudiant (sense crèdits)
- Vi hemslavinnor (1942) - Linus Tallhagen
- Man glömmer ingenting (1942) - Estudiant d'escola d'art (sense crèdits)
- Natt i hamn (1943) - John
- När ungdomen vaknar (1943) - Lennart
- Sonja (1943) - Bengt
- Herre med portfölj (1943) - Stig
- Tre söner gick till flyget (1945) - Erik
- Rosen på Tistelön (1945) - Anton, hennes bror
- Fram för lilla Märta eller På livets ödesvägar (1945) - Locutor de radio (veu, sense crèdits)
- Brott och straff (1945) - Estudiant
- 13 stolar (1945) - Oficinista (sense crèdits)
- Brita i grosshandlarhuset (1946) - 'Paniken'
- I dödens väntrum (1946) - Tjuven
- Dynamit (1947) - Allan Axelson
- Marianne (1953) - Company (sense crèdits)
- Hamlet (1955, TV Movie) - Hamlet, prins av Danmark
- Sceningång (1956) - Johan Eriksson
- The Seventh Seal (1957) - Mort
- Jazzgossen (1958) - Erik Jonsson
- The Magician (1958) - Johan Spegel
- På en bänk i en park (1960) - Sam Persson
- Myten (1966) - Policia / Treballador social / Guarda / Doctor
- Here Is Your Life (1966) - Byberg
- Life's Just Great (1967) - El veí
- Ola & Julia (1967) - Max
- Who Saw Him Die? (1968) - Eriksson
- Korridoren (1968) - Birger Olsson (rol final)